# تانیا ساویچوا
تانیا ساویچوا (۱۹۳۰–۱۹۴۴) کودک روسی خاطره‌نگاری بود که هنگام محاصره لنینگراد در جنگ جهانی دوم جان سپرد. دفترچه خاطرات به جای مانده از او کوتاه، اما بسیار تکان‌دهنده‌است.
متولد ۲۵ ژانویه ۱۹۳۰، کوچک‌ترین فرزند خانوادهٔ نانوایی به نام نیکولای رودیونویچ ساویچف و خیاطی به نام ماریا ایگناتیونا ساویچوا بود. پدرش هنگامی که تانیا تنها شش سال داشت درگذشت، و ماریا ساویچوا را با پنج فرزند تنها گذاشت- سه دختر، تانیا، ژنیا و نینا و دو پسر، میخائیل و لکا. خانواده تصمیم گرفتند تابستان ۱۹۴۱ را در ییلاقات بگذرانند، ولی تهاجم آلمان به اتحاد شوروی در ۲۲ ژوئن نقشه آنان را نقش بر آب کرد. تمام آن‌ها، به جز میخائیل، که پیش از این رفته بود، تصمیم گرفتند که در لنینگراد بمانند. همگی کار می‌کردند تا از ارتش حمایت کنند. ماریا ایگناتیونا یونیفرم می‌دوخت، لکا به عنوان رنده‌کش در اداره نیروی دریایی، ژنیا در کارخانه تسلیحات و نینا در ساخت حصارهای شهر کار می‌کردند. دایی واسیا و دایی لشا در دفاع ضدهوایی خدمت می‌کردند. تانیا، که آن هنگام تنها یازده سال سن داشت، سنگر می‌ساخت و بمب‌های آتش‌زا را خاموش می‌کرد.
روزی نینا سر کار رفت و هرگز بازنگشت. او به دریاچه لادوگا فرستاده شد و سپس به صورت فوری نقل مکان داده شد. خانواده از این موضوع اطلاع نداشتند و گمان بردند که او مرده‌است. پس از چند روز به یاد نینا، ماریا ایگناتیونا دفترچه کوچک نینا را به تانیا داد که بعدتر به دفترچهٔ خاطرات تانیا تبدیل شد. تانیا زمان‌ای دفترچهٔ خاطرات‌ای واقعی داشت، دفترچه‌ای کلفت که تمام اتفاقات مهم زندگی‌اش را در آن می‌نوشت. او آن را زمان‌ای که چیزی برای گرم کردن بخاری باقی نمانده بود سوزاند، ولی دفترچهٔ خواهرش را نگاه داشت.
اولین نوشتهٔ این دفترچه به ۲۸ دسامبر بازمی‌گردد. هر روز ژنیا هنگام‌ای که هنوز هوا تاریک بود بلند می‌شد. هفت کیلومتر را تا کارخانه پیاده می‌رفت، و آن جا هر روز دو شیفت کار می‌کرد تا پوشش مین درست کند. پس از کار، خوناش را تقدیم می‌کرد. بدن رنجور او نتوانست طاقت بیاورد. در کارخانه‌ای که کار می‌کرد مرد. سپس مادربزرگ اودکیا گریگریونا مرد. بعد برادر تانیا، لکا. سپس، یکی پس از دیگری، دایی واسیا و دایی لشا مردند. مادرش آخرین نفر بود. آن هنگام احتمالاً تانیا صفحات را مرور می‌کرد و آخرین یادداشت را می‌نوشته‌است.

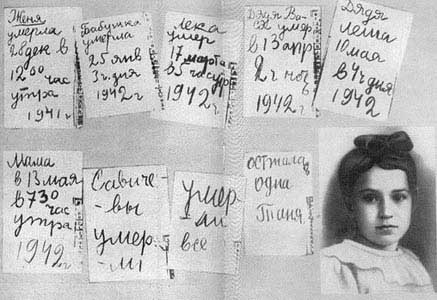
دفترچه در موزه تاریخ لنین‌گراد نمایش داده می‌شود.

در اوت ۱۹۴۲، صد و چهل کودک از لنین‌گراد نجات داده شدند و به دهکدهٔ کراسنی بر برده شدند. همهٔ آن‌ها نجات یافتند… جز تانیا. آناستازیا کارپووا، معلم‌ای در یتیم‌خانهی کراسنی بر، به میخائیل، برادر تانیا -که خوش‌شانس بود و در ۱۹۴۱ خارج از لنین‌گراد به سر برد- نوشت: «تانیا هنوز زنده‌است، ولی سالم به نظر نمی‌رسد. دکتری که به تازگی معاینه‌اش کرده، گفت او بسیار بیمار است. به استراحت نیاز دارد، به مراقبت‌های ویژه، تغذیه، آب و هوای به‌تر، و مهم‌تر از همه مراقبت مادرانه». در می۱۹۴۴ تانیا به بیمارستان شاتکووسکی فرستاده شد، جایی که یک ماه بعد، اول ژوئیه ۱۹۴۴ در گذشت.
در زمان برگزاری دادگاه نورنبرگ، یکی از مدارک‌ای که توسط نیروهای متفقین ارائه شد، دفترچهٔ کوچک‌ای بود که زمان‌ای به تانیا تعلق داشت.
نینا ساویچوا و میخائیل ساویچو پس از جنگ به لنین‌گراد بازگشتند. دفترچه خاطرات تانیا هم‌اکنون در موزه تاریخ لنین‌گراد نمایش داده می‌شود. یک نسخه از آن هم در گورستان یادبود پیسکاروسکی نگاه‌داری می‌گردد.

## نوشته‌های دفتر خاطرات
ژنیا ساعت دوازده و نیم شب، ۲۸ دسامبر ۱۹۴۱ مرد.